# Sylwester Szmyd
Sylvester Szmyd (Bydgoszcz, 12 de março de 1978) é um ciclista polaco que foi profissional entre 2001 e 2016.
Estreiou como profissional no ano 2001 e durante quase toda a sua corrida tem militado em equipas ciclistas italianas até que em 2013 alinhou pelo Movistar espanhol. Competiu representando seu país, Polônia, na prova de estrada individual nos Jogos Olímpicos de Verão de 2004 em Atenas, embora ele não conseguiu completar a corrida.
Após oito anos de profissional sem vitórias impôs-se numa etapa da prova ProTour Dauphiné Libéré de 2009, numa cume tão reputada como o Mont Ventoux e por adiante de seu colega de escapada, o espanhol Alejandro Valverde, que premiou ao polaco com a vitória após sua estreita colaboração.

## Palmarés
- 2009
  - 1 etapa da Dauphiné Libéré

## Resultados em Grandes Voltas e Campeonatos do Mundo
Durante sua corrida desportiva conseguiu os seguintes postos nas Grandes Voltas e nos Campeonatos do Mundo em estrada:
| Corrida            | Corrida            | 2001 | 2002 | 2003 | 2004 | 2005 | 2006 | 2007 | 2008 | 2009 | 2010 | 2011 | 2012 | 2013 | 2014 | 2015 | 2016 |
| ------------------ | ------------------ | ---- | ---- | ---- | ---- | ---- | ---- | ---- | ---- | ---- | ---- | ---- | ---- | ---- | ---- | ---- | ---- |
|                    | Giro d'Italia      | —    | 44.º | 24.º | 42.º | 64.º | 19.º | 28.º | 23.º | 44.º | 60.º | 82.º | 28.º | —    | —    | 45.º | —    |
|                    | Tour de France     | —    | —    | —    | —    | —    | —    | —    | 24.º | —    | 61.º | 42.º | 71.º | —    | —    | —    | —    |
|                    | Volta a Espanha    | —    | 29.º | —    | 74.º | 24.º | 14.º | 25.º | —    | 17.º | —    | —    | —    | 45.º | —    | —    | —    |
| Mundial em Estrada | Mundial em Estrada | Ab.  | —    | 57.º | —    | —    | —    | —    | —    | 24.º | —    | —    | —    | Ab.  | —    | —    | —    |

—: não participa

## Equipas
- Tacconi Sport (2001-2002)
  - Tacconi Sport (2001)
  - Tacconi Sport-Vini Caldirola (2002)
- Mercatone Uno-Scanavino (2003)
- Saeco (2004)
- Lampre (2005-2008)
  - Lampre-Caffita (2005)
  - Lampre-Fondital (2006-2007)
  - Lampre (2008)
- Liquigas (2009-2012)
  - Liquigas (2009)
  - Liquigas-Doimo (2010)
  - Liquigas-Cannondale (2011-2012)
- Movistar Team (2013-2014)
- CCC Sprandi Polkowice (2015-2016)